# 胡塔 (佐洛奇夫區)
胡塔（烏克蘭語：Гута），是烏克蘭西部的村莊，隸屬利維夫州的佐洛奇夫區。該村始建於1600年，面積2.44平方公里，海拔高度214米，2001年人口244，人口密度每平方公里100.12人。